# 巴索摩摩根统一机构
巴索摩摩根统一机构（简称：巴索党、UPMO）是北婆羅洲直轄殖民地和马来西亚沙巴州的一个已不存在的政党。该党分裂自莫哈末·法·史蒂芬创建的全国卡达山人统一机构（卡统），由G·S·孙丹于1962年1月建立，自称代表姆鲁人利益，并得到不希望英国人撤离沙巴的华裔大商人的资助。巴索党的成立是为了抗议东姑阿都拉曼提出的“马来西亚计划”。
1962年9月9日，该党以北婆罗州民族主义运动的代表自居，与同样反对大马计划的砂拉越人民联合党和文莱人民党共同向联合国秘书长提交备忘录，要求联合国出面干涉大马计划。备忘录中，该党号称有三万名党员。
1963年马来西亚成立后，华裔商人的财援不再，孙丹最终于1964年5月率众回归卡统，统一的卡统于6月更名为卡达山巴索统一机构。

## 大选成绩
| 选举 | 赢得席位 | 竞选席位   | 总得票数   | 得票率       | 选举领袖 |
| ---- | -------- | ---------- | ---------- | ------------ | -------- |
| 1964 | 1 / 159  | 州议会委任 | 州议会委任 | ▲1席；反对党 | G·S·孙丹 |